# Кастелбело-Чардес
Кастелбѐло-Ча̀рдес (на италиански: Castelbello-Ciardes; на немски: Kastelbell-Tschars, Кастелбел-Чарс) е община в Северна Италия, автономна провинция Южен Тирол, автономен регион Трентино-Южен Тирол. Разположена е на 587 m надморска височина. Населението на общината е 2392 души (към 2010 г.).
Административен център на общината е село Кастелбело (на италиански: Castelbello; на немски: Kastelbell, Кастелбел).

## Език
Официални общински езици са и италианският и немският. Най-голямата част от населението говори немски.
| %     | Роден език      |
| 1,28  | Италиански език |
| 98,72 | Немски език     |
| 0,00  | Ладински език   |